# Pasador elástico

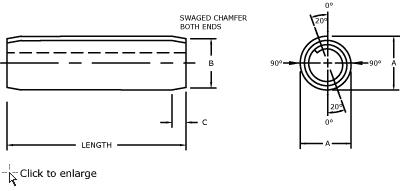
Pasador elástico en espiral.

Pasador elástico ranurado.

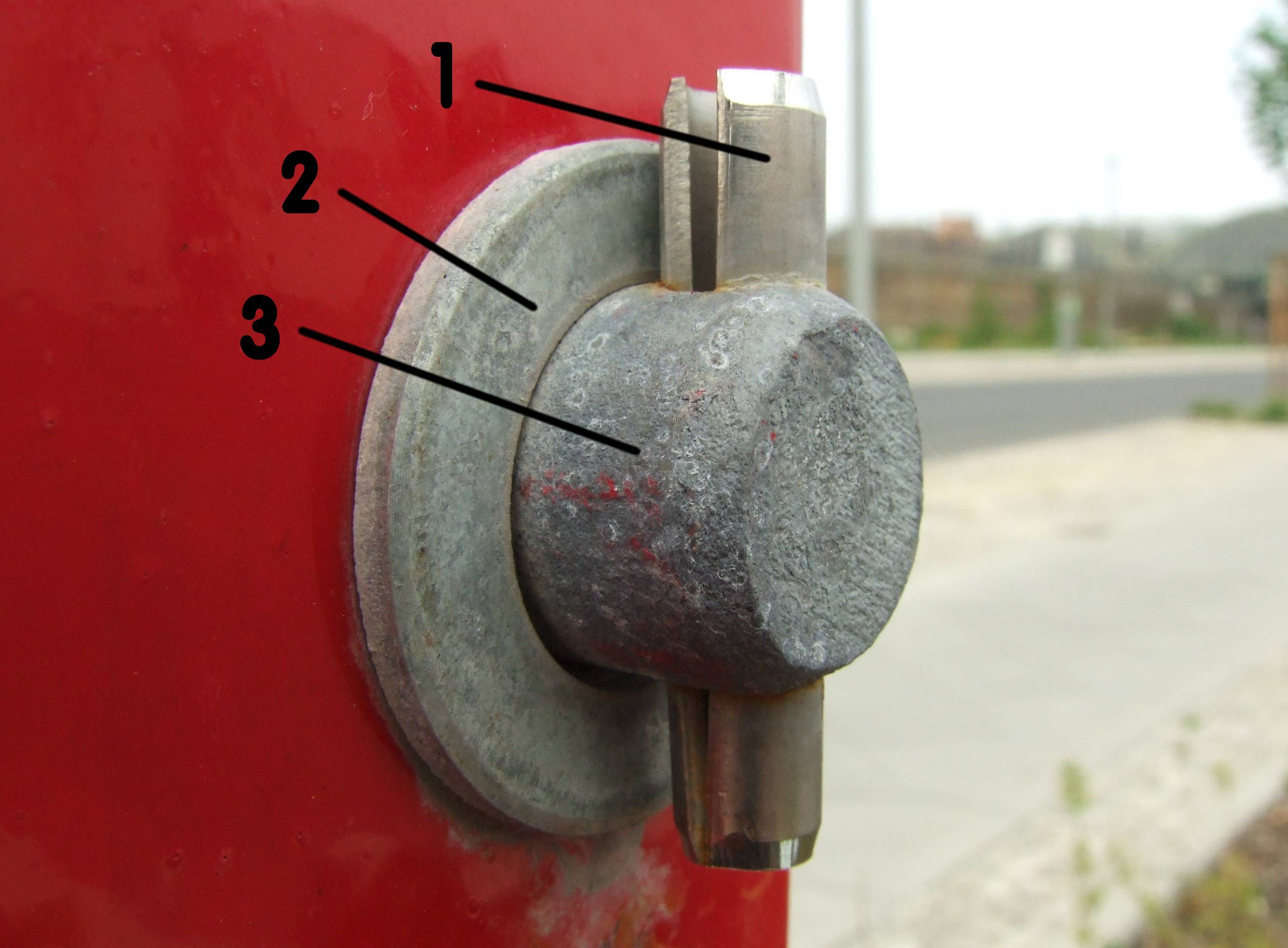
Un pasador elástico ranurado (1) y una arandela (2) son usados para asegurar un eje(3).

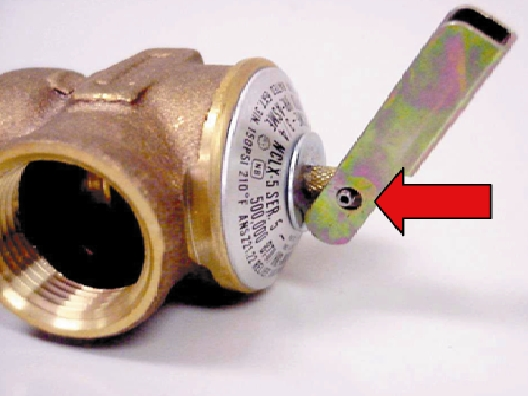
Un pasador elástico en espiral asegura la palanca con relación al vástago de la válvula.

Un pasador elástico es un tipo de pasador. Los pasadores elásticos tienen un cuerpo cilíndrico con un diámetro que debe ser mayor al diámetro del orificio donde se instalan y uno o dos chaflanes en cada extremo que facilitan su inserción. Su diseño elástico permite que el pasador se comprima hasta asumir el diámetro del orificio huésped. La fuerza radial que el pasador ejerce contra las paredes del orificio, al tratar de recuperar su diámetro original, retiene al pasador en el barreno a través de un ajuste por interferencia.
Existen dos tipos de pasadores elásticos:
- pasador elástico en espiral
- pasador elástico ranurado